# Hypselodoris zephyra
Hypselodoris zephyra Gosliner & R.F. Johnson, 1999 è un mollusco nudibranchio della famiglia Chromodorididae.

## Descrizione
Corpo di colore giallo, marcato da linee nero-violacee. Molto simile a Hypselodoris nigrostriata, presenta però linee nere parallele. Rinofori e ciuffo branchiale di colore arancio, con la punta dei primi bianca.

## Distribuzione e habitat
Oceano Pacifico centrale e occidentale.